# Hypokopelates otraeda
Hypokopelates otraeda är en fjärilsart som beskrevs av William Chapman Hewitson 1863. Hypokopelates otraeda ingår i släktet Hypokopelates och familjen juvelvingar. Inga underarter finns listade i Catalogue of Life.